# كريستينا همر
كريستينا همر (بالألمانية: Christina Hammer)‏ (و. 1990  م) هي ملاكمة ألمانية.

## روابط خارجية
- كريستينا همر على موقع بوكس ريك (الإنجليزية) (registration required)